# عقد 1590
عقد 1590 هو عقد امتد بين 1 يناير 1590 و31 ديسمبر 1599 بحسب التقويم الميلادي. سبقه عقد 1580 ولحقه عقد 1600.

## أحداث
- معركة كرزت (1596)
- حمام دم توركو (1599)
- معركة سيساك (1593)
- معركة تونديبي (1591)
- معركة كالوغاريني (1595)

## مواليد
- كوزيمو الثاني (1590)
- كليمنت العاشر (1590)
- نيكولا مارسيو (1591)
- السلطانة كوسم (1590)
- أحمد الأول (1590)
- محمد ميارة (1591)
- أندرياس باور (1590)
- آن هاتشينسون (1591)

## وفيات
- كريستينا أولدنبورغ (1590)
- إليزابيث الساكسونية (1590)
- عرفي الشيرازي (1591)
- أمبرواز باريه (1590)
- عبد الله بن محمد الشنشوري (1591)
- يوهان كازيمير كونت بالاتينات-لوترن (1592)

## كتب
- Yves Denis Papin (1998). Chronologie de l'histoire ancienne. Lieu de publication non identifié: Éditions Jean-paul Gisserot. ISBN:2-87747-346-5. OCLC:40746926. مؤرشف من الأصل في 2022-03-16.
- موسوعة حضارة العالم (2002) لأحمد محمد عوف.

## روابط خارجية
- تصفح سنة بسنة عقد 1590 على موقع onthisday.com
- تصفح سنة بسنة عقد 1590 ابتداءً من سنة عقد 1590 على موقع المكتبة الوطنية الفرنسية